# Campionati regionali di calcio in Uruguay
I campionati regionali di calcio in Uruguay (sp. Ligas regionales de fútbol en Uruguay) sono i tornei calcistici organizzati nei singoli dipartimenti in cui è diviso il Paese sudamericano.
Le ligas regionales sono in Uruguay il terzo livello del calcio, ma, beninteso, non la terza divisione del campionato di calcio.
Quest'ultimo, infatti, ha ai propri vertici la Primera e la Segunda División Profesional, professionistiche e organizzate dall'Asociación Uruguaya de Fútbol (AUF), e quale terza divisione la Segunda División Amateur de Uruguay, anch'essa organizzata dall'AUF e riservata alle squadre del dipartimento di Montevideo.
Le ligas regionales sono invece sotto la diretta competenza dell'Organización del Fútbol del Interior (OFI), federazione affiliata all'AUF, ma da essa autonoma, e competente appunto nei dipartimenti dell'Interior (cioè la zona dell'Uruguay esterna al dipartimento di Montevideo).
Anche la Segunda División Amateur è di per sé una liga regionale (del dipartimento di Montevideo appunto), ma essendo organizzata dall'AUF non è collegata alle altre ligas. Essa sola è considerata la terza divisione del campionato (e infatti viene anche detta Segunda B), essendo, come le prime due divisioni professionistiche, di competenza dell'AUF.
Sia le squadre delle ligas regionales che quelle della Segunda División Amateur possono essere promosse in Segunda División Profesional, così come possono essere da questa retrocesse. Il passaggio, tuttavia, implica l'automatica trasformazione da squadra amatoriale in professionistica o viceversa: per questo motivo, accade sovente che una squadra, anche dopo aver conquistato di diritto la promozione, decida di rimanere nel campionato amatoriale di provenienza.
In ogni caso, mentre le squadre del dipartimento di Montevideo hanno diritto a un posto tra le due squadre promosse annualmente in Segunda División Profesional (posto che è assegnato alla vincitrice del campionato), quelle dell'Interior hanno diritto a un posto tra tutte le ligas regionales disputate. Le modalità per stabilire quale, tra tutte le vincitrici dei rispettivi campionati, debba essere promossa in Segunda División Profesional sono decise dall'OFI.
Pur essendo le squadre di Montevideo la netta maggioranza, nei campionati professionistici dell'AUF militano alcune squadre dell'Interior:
- nella Primera División Profesional 2011-2012 milita il solo Cerro Largo, per un totale di una squadra su 16;
- in Segunda División Profesional 2011-2012 militano l'Atenas, il Deportivo Maldonado, il Durazno, la Juventud, il Plaza Colonia, il Rocha e il Tacuarembó, per un totale di 7 squadre su 12.

Le squadre dell'Interior possono anche ottenere di partecipare alla Segunda División Amateur, competendo così con le squadre amatoriali del dipartimento di Montevideo. Nel 2010-2011, militano in questa serie il Parque del Plata e l'Oriental, ambedue del dipartimento di Canelones.
I migliori club delle ligas di ogni dipartimento (escluso quello di Montevideo) partecipano, a fine stagione, alla Copa El País, una sorta di "Champions League" delle squadre dell'Interior.

## Ligasper dipartimento
Sono 70 le ligas organizzate nei dipartimenti uruguaiani: quasi tutte sono affiliate sia all'AUF che all'OFI, ad eccezione della Segunda División Amateur (dipartimento di Montevideo), affiliata solo all'AUF, nonché della Liga Agraria Departamental de Flores (dipartimento di Flores) e della Liga Regional de Fútbol de Tambores (dipartimento di Tacuarembó), che non sono affiliate né all'AUF, né all'OFI.

Delle 70 ligas, pertanto, 67 sono affiliate sia all'AUF che all'OFI, 1 solo all'AUF e 2 a nessuna.
Segue l'elenco delle ligas regionales uruguaiane. Tra parentesi sono indicati l'anno di fondazione e la zona geografica da cui provengono le squadre che vi militano. Ulteriori specificazioni sono indicate nelle note.

### Artigas
- Liga de Fútbol de Artigas (1913, Artigas)
- Liga de Fútbol de Baltasar Brum (1973, Baltasar Brum)
- Liga Regional de Fútbol de Bella Unión (1955, Bella Unión e dintorni)
- Liga de Fútbol de Tomás Gomensoro (1968, Tomás Gomensoro e dintorni)

Nota: le ligas di Baltasar Brum, Bella Unión e Tomás Gomensoro sono affiliate alla Confederación del Río Uruguay. I relativi club e selezioni partecipano ai tornei organizzati da tale confederazione.

### Canelones
- Liga Departamental de Fútbol de Canelones (1923, zona meridionale del dipartimento)
- Liga de Fútbol Regional del Sur (1933, zona meridionale del dipartimento)
- Liga de Fútbol Regional del Este (1950, zona orientale del dipartimento)
- Liga Regional General Artigas de Fútbol (1962, zona orientale del dipartimento)

Nota: le migliori squadre della Liga de Fútbol Regional del Este e della Liga Regional General Artigas de Fútbol competono nella Liga Mayor de Canelones del Este. Entrambe le citate ligas contribuiscono alla selezione di Canelones del Este nella Copa Nacional de Selecciones.

### Cerro Largo
- Asociación Departamental de Fútbol de Cerro Largo (1914, Melo)
- Liga Regional de Fútbol de Pueblo Noblía (1967, Isidoro Noblia)
- Liga Regional de Fútbol de Río Branco (1954, Río Branco)

### Colonia
- Liga de Fútbol de Colonia (1916, Colonia del Sacramento e dintorni)
- Liga Agraciada de Fútbol (1968, zona nordoccidentale del dipartimento di Colonia e sudoccidentale del dipartimento di Soriano)
- Liga Regional de Fútbol de Cardona (1930, Cardona e dintorni)
- Liga Carmelitana de Fútbol (1917, Carmelo)
- Liga de Fútbol del Centro (1955, Miguelete e Ombúes de Lavalle)
- Liga Helvética de Fútbol (1921, zona sudorientale del dipartimento)
- Liga de Fútbol de Juan Lacaze (1920, Juan Lacaze)
- Liga Rosarina de Fútbol (1924, Rosario)
- Liga de Fútbol Regional del Plata (1945, zona nordoccidentale del dipartimento)
- Liga de Fútbol de Tarariras (1951, Tarariras)

Note: la Liga del Centro è nata dalla fusione della Liga Regional de Fútbol de Colonia Miguelete (fondata nel 1957) e la Liga de Fútbol de Ombúes de Lavalle.

Tutte le suddette ligas sono affiliate alla Federación Departamental de Fútbol de Colonia. I club di tali ligas partecipano al Campeonato Departamental contribuiscono alla selezione di Colonia nella Copa Nacional de Selecciones.

### Durazno
- Liga de Fútbol Ciudad de Durazno (1916, Durazno)
- Liga de Fútbol de Sarandí del Yí (1911, Sarandí del Yí)

### Flores
- Liga Capital de Fútbol de Flores (1920, Trinidad)
- Liga Agraria Departamental de Flores (1970, Trinidad)

Nota: la Liga Agraria Departamental de Flores non è affiliata né all'OFI né all'AUF.

### Florida
- Liga de Fútbol de Florida (1915, Florida)
- Liga Local de Fútbol de Casupá (1943, Casupá e Fray Marcos)
- Liga de Fútbol de Sarandí Grande (1921, Sarandí Grande)
- Liga Unión de Fútbol de Florida (1961, zona sudoccidentale del dipartimento)

Nota: le ligas di Casupá, Sarandí Grande e Unión sono affiliate alla Unión de Ligas del Interior de Florida de Fútbol (ULIFF). I relativi club partecipano al Campeonato de Clubes de ULIFF, mentre le citate ligas contribuiscono alla selezione di Florida Interior nella Copa Nacional de Selecciones.

### Lavalleja
- Liga Minuana de Fútbol de Lavalleja (1918, Minas)
- Liga Regional de Fútbol José Batlle y Ordoñez (1918, José Batlle y Ordóñez)

### Maldonado
- Liga Mayor de Fútbol de Maldonado (1995, Maldonado, San Carlos e Punta del Este)
- Liga de Fútbol de Zona Aiguá (?, Aiguá e zona centro orientale del dipartimento di Lavalleja)
- Liga de Fútbol de Zona Oeste (1951, zona occidentale del dipartimento di Maldonado)

Nota: la Liga Mayor è il risultato della fusione della Liga Capital de Fútbol de Maldonado (fondata nel 1922) e la Liga Carolina de Fútbol (1951).

Fino alla stagione 1994-95, le ligas Carolina, Aiguá e Zona Oeste contribuivano alla selezione di Maldonado Interior nel Campeonato de Selecciones del Interior. Dalla stagione seguente ne hanno fatto parte solo Aiguá e Zona Oeste, fino a che a partire dalla stagione 2002-03 tale selezione è scomparsa, con la creazione delle Ligas Federadas de Maldonado.

### Montevideo
- Segunda División Amateur de Uruguay (1972, Montevideo)

Nota: la Segunda División Amateur è affiliata solo all'AUF. Precedentemente nota come Primera C e Liga Metropolitana Amateur de Fútbol, è la terza serie del campionato di calcio uruguaiano. Pur essendo riservata alle squadre del dipartimento della capitale, possono esservi eccezionalmente ammesse anche squadre dell''Interior. La vincitrice di ogni campionato ottiene automaticamente il diritto di essere promossa in Segunda División Profesional, purché si trasformi in società professionistica.

### Paysandú
- Liga Departamental de Fútbol de Paysandú (1911, Paysandú)
- Liga de Fútbol José Artigas (1967, zona nordoccidentale del dipartimento)
- Liga Regional de Fútbol de Guichón (1944, Guichón e dintorni)
- Liga Sureña de Fútbol (1955, Porvenir e dintorni)

Nota: le ligas José Artigas, Guichón e Sureña sono affiliate alla Confederación del Río Uruguay. I relativi club e selezioni partecipano ai tornei organizzati da tale confederazione.

### Río Negro
- Liga Departamental de Fútbol de Río Negro (1912, Fray Bentos)
- Liga Regional de Fútbol de Nuevo Berlín (1954, Nuevo Berlín e dintorni)
- Liga Regional de Fútbol de San Javier (1953, San Javier e dintorni)
- Asociación de Fútbol de Young (1929, Young)

Nota: le ligas de San Javier e Young sono affiliate alla Confederación del Río Uruguay. I relativi club e selezioni partecipano ai tornei organizzati da tale confederazione.

### Rivera
- Liga Departamental de Fútbol de Rivera (1913, Rivera)
- Liga de Fútbol de Minas de Corrales (?, Minas de Corrales)
- Liga de Fútbol de Tranqueras (1957, Tranqueras)
- Liga de Fútbol de Vichadero (?, Vichadero)

### Rocha
- Liga Rochense de Fútbol (1916, Rocha)
- Liga Castillense de Fútbol (1925, Castillos)
- Liga Regional de Fútbol de Cebollatí (?, Cebollatí)
- Liga Regional de Fútbol de Chuy (1942, Chuy e dintorni)

### Salto
- Liga Salteña de Football (1911, Salto)
- Liga de Fútbol de Belén (1961, Belén)
- Liga de Fútbol de las Colonias Agrarias (1953, zona sudoccidentale del dipartimento)
- Liga de Fútbol de Villa Constitución (1953, Constitución)
- Liga General Juan Antonio Lavalleja de Fútbol (1977, zona centrosettentrionale del dipartimento)

Nota: le ligas di Belén, Colonias Agrarias, Constitución e Juan Antonio Lavalleja sono affiliate alla Confederación del Río Uruguay. I relativi club e selezioni partecipano ai tornei organizzati da tale confederazione.

### San José
- Liga Mayor de Fútbol de San José (1996, San José de Mayo, Libertad e Ciudad del Plata)
- Liga Regional de Fútbol de Ecilda Paullier (1979, zona meridionale del dipartimento)

Nota: la Liga Mayor è nata dalla fusione della Liga Departamental de Fútbol de San José (fondata nel 1909) e la Liga Regional del Sur de Libertad (1952).

### Soriano
- Liga Departamental de Fútbol de Soriano (1909, Mercedes)
- Liga de Fútbol del Centro de Soriano (1962, zona centrale del dipartimento)
- Liga de Fútbol de Dolores (1922, Dolores)
- Liga Palmirense de Fútbol (1924, Nueva Palmira)

Note: le ligas Centro, Dolores e Palmirense sono affiliate al Sector Interior de Soriano. I relativi club partecipano al Campeonato de Clubes de Soriano Interior, e le citate ligas contribuiscono alla selezione di Soriano Interior nella Copa Nacional de Selecciones.

La Liga Palmirense ha sede a Nueva Palmira, che non è nel dipartimento di Soriano, ma in quello di Colonia.

### Tacuarembó
- Asociación de Fútbol de Tacuarembó (1911, Tacuarembó)
- Liga Isabelina de Fútbol (1919, Paso de los Toros)
- Liga de Fútbol de San Gregorio de Polanco (1920, San Gregorio de Polanco)
- Liga Regional de Fútbol de Tambores (1972, Tambores)

Nota: la Liga Regional de Tambores non è affiliata né all'OFI né all'AUF.

### Treinta y Tres
- Liga de Fútbol de Treinta y Tres (1920, Treinta y Tres)
- Liga Regional de Fútbol de Cerro Chato (1960, Cerro Chato)
- Liga Regional de Fútbol de Santa Clara de Olimar (1966, Santa Clara de Olimar)
- Liga Regional Vergarense de Fútbol (1960, Vergara)